# 賈布利科沃站
賈布利科沃站（羅馬化：Zyablikovo）是莫斯科地鐵的一個車站。賈布利科沃站是柳布林諾－德米特羅夫線的車站，也是該線南端的起點車站，開通於2011年12月2日 。